# 마쓰다이라 나오마사 (1601년)
마쓰다이라 나오마사(일본어: 松平直政)는 에도 시대 전기의 다이묘이다. 이즈모(出雲) 마쓰에번(松江藩) 초대 번주이다. 나오마사 계 에치젠 마쓰다이라 종가(直政系越前松平家宗家) 시조.
에도 막부 쇼군 도쿠가와 이에미쓰에게는 4촌 형, 아내 히사히메와는 6촌간에 해당한다.
| 전임 마쓰다이라 다다마사 | 아네가사키 번 번주 (에치젠 마쓰다이라 가, 나오마사 계) 1616년 ~ 1624년 | 후임 폐번 |

|  | 에치젠 오노 번 번주 (에치젠 마쓰다이라 가, 나오마사 계) 1624년 ~ 1633년 | 후임 막부령(마쓰다이라 나오모토) |

| 전임 마쓰다이라 야스나오 | 마쓰모토 번 번주 (에치젠 마쓰다이라 가) 1633년 ~ 1638년 | 후임 홋타 마사모리 |

| 전임 교고쿠 다다타카 | 제1대 마쓰에번 번주 (에치젠 마쓰다이라 가) 1638년 ~ 1666년 | 후임 마쓰다이라 쓰나타카 |